# Азизова, Назакат Акиф кызы
Назакат Акиф кызы Азизова (азерб. Nəzakət Akif qızı Əzizova; род. 21 июня 1997) — азербайджанская дзюдоистка, член национальной сборной Азербайджана по дзюдо, чемпионка Азербайджана по дзюдо 2016 года, серебряная призёрка Исламских игр солидарности 2017 года, участница чемпионата мира 2017 года.

## Биография
Назакат Азизова родилась 21 июня 1997 года.
В декабре 2016 года Азизова выиграла чемпионат Азербайджана по дзюдо в весовой категории до 52 кг.
В апреле 2017 года Азизова завоевала бронзу на Гран-при Анталии по дзюдо, а на Гран-при в Тбилиси — в первой же схватке проиграла Келли Эдвардс из Великобритании. . В 2017 году Назакат Азизова была включена в состав национальной сборной Азербайджана и приняла участие на Исламских игр солидарности 2017 года, проходивших в мае в Баку. Здесь, в весовой категории до 52 кг, она дошла до финала, где уступила Ирем Коркмаз из Турции, завоевав серебряную медаль игр.
В июне этого же года Азизова в схватке за бронзовую медаль проходившего в Лейбнице Кубка Европы по дзюдо среди девушек не старше 21 года победила Даник Янссен из Нидерландов. В июле 2017 года Азизова побеждала на Кубках Европы по дзюдо среди девушек не старше 21 года, проходивших в Праге и Берлине.
В августе 2017 года принимала участие на проходившем в Будапеште чемпионате мира. В первом же поединке она одолела спортсменку из Марокко Икрам Соукате, но затем уступила косовской дзюдоистке Дистре Красничи.